# Pygeum
Pygeum  es un género de plantas con flores de la familia de las rosáceas. Ahora es considerado un grupo de especies dentro del género Prunus. Incluye siete especies. La especie tipo es: Pygeum zeylanicum Gaertn. (ahora Prunus ceylanica).

## Especies
- Pygeum coccineum (Elmer) Elmer
- Pygeum henryi Dunn
- Pygeum laxiflorum Merr. ex H.L.Li
- Pygeum macrocarpum T.T.Yu & L.T.Lu
- Pygeum oblongum T.T. Yu & L.T. Lu
- Pygeum topengii Merr.
- Pygeum wilsonii Koehne

## Taxonomía
Pygeum fue descrito por Joseph Gaertner y publicado en De Fructibus et Seminibus Plantarum. . . . 1: 218, en el año 1788